# Leon Thomas III
Leon George Thomas III (New York, 1º agosto 1993) è un cantautore, produttore discografico e attore statunitense.
È principalmente noto per il ruolo di Andre Harris nella serie televisiva Victorious (2010-2013), per l'emittente Nickelodeon. A seguito della cancellazione della serie, l'artista si è dedicato principalmente alla sua carriera musicale entrando a far parte del duo musicale The Rascals.

## Biografia
Leon G. Thomas III è nato il 1º agosto 1993 a Brooklyn, New York, da Jayon Anthony e Leon Thomas II.

## Carriera

### 2003-2006
Ha debuttato a Broadway all'età di 10 anni nel 2003 come Young Simba nella produzione di The Lion King a Broadway. Nel 2004, è apparso come Jackie Thibodeaux nel cast originale di Broadway di Tony Kushner, Caroline, or Change e andò in tournée con la compagnia durante i suoi cinque mesi a Los Angeles e San Francisco. Thomas ha anche recitato nella produzione di Broadway di The Color Purple.

### 2007-2009
Nel 2007, Thomas è apparso nel film August Rush nel ruolo di Arthur, interpretando la canzone "La Bamba", ed è stato la voce cantante di Tyrone in Gli zonzoli. Thomas ha anche recitato nel Big Music Show di Jack e in Just Jordan. È anche apparso come Harper nell'episodio di iCarly "iCarly save TV" ed è apparso sullo speciale di Natale di The Naked Brothers Band.

### 2010–12
Ha interpretato un personaggio principale in Victorious , interpretando Andre Harris, che è stato presentato in anteprima su Nickelodeon il 27 marzo 2010. Thomas è apparso anche come Andre Harris nell'episodio crossover tra Victorious e iCarly, "iParty with Victorious". È apparso anche come se stesso in un episodio di True Jackson. Il 2 agosto 2011 è stato lanciato l'album "Victorious: Music from the Hit TV Show", con Thomas presente nelle canzoni "Song 2 You" e "Tell Me That You Love Me". Il 5 giugno 2012 è stato pubblicato "Victorious 2.0: More Music from the Hit TV Show", con Thomas presente nelle canzoni "Countdown" e "Don". La serie televisiva Victorious ha terminato la produzione a luglio 2012 e l'episodio finale dello show è andato in onda il 2 febbraio 2013. Durante le stagioni di Victorious, in cui episodi come "The Bird Scene", "Tori the Zombie" e "Survival of the Hottest" hanno avuto l'opportunità di condividere una registrazione con diversi giovani artisti come lui erano alla ricerca di possibilità artistiche, alcuni dei quali erano Victoria Justice, Ariana Grande, Matt Bennett, JC Gonzalez, Elizabeth Gillies, tra gli altri.

### 2012-oggi
Nel 2012, Thomas ha iniziato a registrare il suo primo mixtape chiamato Metro Hearts; è stato pubblicato il 1 agosto 2012. Le canzoni sul mixtape Metro Hearts includono "Forever", "Bad", "Moving On", "Vibe", "Like Clay" e "Never Look Back". Il mixtape includeva anche una cover di "Take Care" di Drake. La copertina raffigura lui e Ariana Grande.
Leon Thomas ha co-scritto la canzone "Ain't No Other Me" per il gruppo britannico Stooshe, che compare come traccia deluxe nel loro album di debutto, London with the Lights On. Thomas ha scritto quattro canzoni dell'album "Yours Truly" del 2013 di Ariana Grande. Ha anche co-prodotto cinque canzoni su "Yours Truly", oltre alla canzone "Last Christmas" dall'EP di Christmas Kisses della Grande, come membro del duo di produzione The Rascals. Inoltre, il suo lavoro in produzione come parte di "The Rascals" è stato incluso nell'album vincitore del premio Grammy Love, Marriage & Divorce. Il suo contributo è come scrittore nella canzone intitolata "I" di Toni Braxton.
Il 24 settembre 2013, Leon Thomas ha pubblicato un nuovo singolo, "Hello How Are You", con Wiz Khalifa.
Il 1º gennaio 2014, Thomas ha rilasciato un nuovo mixtape, V1bes, sotto il nome di Leon Thomas, tramite Datpiff.
Nel 2016 è stato co-produttore dell'album Stoney di Post Malone.
Nel 2017 è apparso nel film diretto da Kathryn Bigelow, Detroit.
Nel 2023 ha pubblicato il suo primo album in studio Electric Dusk seguito nel 2024 dal secondo album Mutt, annunciato dall'omonimo singolo.

## Discografia

### Album in studio
- 2023 – Electric Dusk
- 2024 – Mutt

### Extended play
- 2018 – Genesis

### Mixtape
- 2012 – Metro Hearts
- 2014 – V1bes
- 2016 – Before the Beginning

### Singoli
- 2013 – Hello How Are You (con Wiz Khalifa)
- 2018 – Favorite (feat. Buddy)
- 2018 – Sunken Place
- 2018 – PLW
- 2022 – X-Rated (feat. Benny The Butcher)
- 2022 – Love Jones (feat. Ty Dolla Sign)
- 2022 – Settle (con Kosine)
- 2022 – Breaking Point (da solista o con Victoria Monét nel 2023)
- 2023 – Crush & Burn
- 2023 – Until The End Of Time (con Coco Jones)
- 2024 – Mutt
- 2025 – Rather Be Alone (feat. Halle)

### Altri brani
- 2007 – La Bamba (dalla colonna sonora di La musica nel cuore - August Rush)
- 2008 – I Like That Girl (dalla colonna sonora di iCarly)
- 2010 – Free to Fall (con Kyle Riabko, Jessie Payo e Natalie Hall, dalla colonna sonora di Rising Stars)
- 2011 – All I Want (con Roshon Fegan, singolo promozionale)
- 2011 – Song 2 You (con Victoria Justice, dalla colonna sonora di Victorious)
- 2011 – Tell Me That You Love Me (con Victoria Justice, Victorious)
- 2011 – Best Friend's Brother (con Victoria Justice e Ariana Grande, dalla colonna sonora di Victorious)
- 2012 – 365 Days (dalla colonna sonora di Victorious)
- 2012 – Countdown (con Victoria Justice, dalla colonna sonora di Victorious)
- 2012 – Use Somebody (cover)
- 2012 – Take Care (con Ariana Grande, singolo promozionale da Metro Hearts)
- 2014 – Show Us
- 2014 – Miss You
- 2014 – Nothing
- 2015 – Too Long

### Co-autore e compositore per altri artisti
- 2013 – Honeymoon Avenue di Ariana Grande (da Yours Truly)
- 2013 – Tattooed Heart di Ariana Grande (da Yours Truly)
- 2013 – You'll Never Know di Ariana Grande (da Yours Truly)
- 2013 – Can I Get A Moment? di Jessica Mauboy (da Beautiful)
- 2013 – Love Is Everything di Ariana Grande (da Christmas Kisses)
- 2013 – Snow in California di Ariana Grande (da Christmas Kisses)
- 2014 – I'd Rather Be Broke di Toni Braxton (da Love, Marriage & Divorce)
- 2015 – Kinda Miss You di Deborah Cox
- 2015 – Shake That di Samantha Jade feat. Pitbull (da Nine)
- 2016 – Something New di Zendaya
- 2016 – Yours Truly, Austin Post di Post Malone (da Stoney)
- 2018 – Geek'd di Bhad Bhabie (da 15)
- 2019 – Butterfly di Kehlani (da While We Wait)
- 2019 – Gold Roses di Rick Ross feat. Drake (da Port of Miami 2)
- 2020 – Safety Net di Ariana Grande feat. Ty Dolla Sign (da Positions)
- 2020 – Nasty di Ariana Grande (da Positions)

## Filmografia

### Cinema
- La musica nel cuore - August Rush (August Rush), regia di Kirsten Sheridan (2006)
- Rising Stars, regia di Dan Millican (2010)
- Giustizieri da strapazzo - Bad Asses (Bad Asses), regia di Craig Moss (2014)
- Runaway Island, regia di Dianne Houston (2015)
- Detroit, regia di Kathryn Bigelow (2017)

### Televisione
- Just for Kicks - Pazze per il calcio (Just for Kicks) – serie TV, episodi 1x05-1x06 (2006)
- Just Jordan – serie TV, episodio 2x07 (2007)
- Jack's Big Music Show – serie TV, episodio 2x11 (2007)
- iCarly – serie TV, episodi 1x23-4x10 (2008-2011)
- The Naked Brothers Band – serie TV, episodio 3x06 (2008)
- Victorious – serie TV, 60 episodi (2010-2013)
- True Jackson, VP – serie TV, episodio 3x08 (2011)
- IParty con Victorious (iParty with Victorious), regia di Steve Hoefer – film TV (2011)
- Figure It Out – serie TV, 4 episodi (2012)
- Satisfaction – serie TV, 6 episodi (2014)
- Fear the Walking Dead – serie TV, episodio 1x01 (2015)
- Mr. Student Body President – serie TV, 6 episodi (2016-2017)
- Insecure – serie TV, 5 episodi (2017)

## Broadway
- The Lion King
- Caroline, or Change
- The Color Purple

## Doppiatori italiani
Nelle versioni in italiano delle opere in cui ha recitato, Leon Thomas III è stato doppiato da:
- Maurizio Merluzzo in Victorious, iCarly (st. 4)
- Gabriele Patriarca in La musica nel cuore - August Rush
- Massimo Di Benedetto in True Jackson, VP
- Davide Perino in Satisfaction
- Alessio Nissolino in Fear the Walking Dead
- Stefano Broccoletti in Detroit